# Guadalupe (Hiszpania)
Guadalupe – miasto w Hiszpanii, w prowincji Cáceres, wspólnota autonomiczna Estremadura. Znane przede wszystkim ze słynnego opactwa - Sanktuarium Matki Bożej z Guadalupe. Miasto liczy 2,1 tys. mieszkańców (2008). 

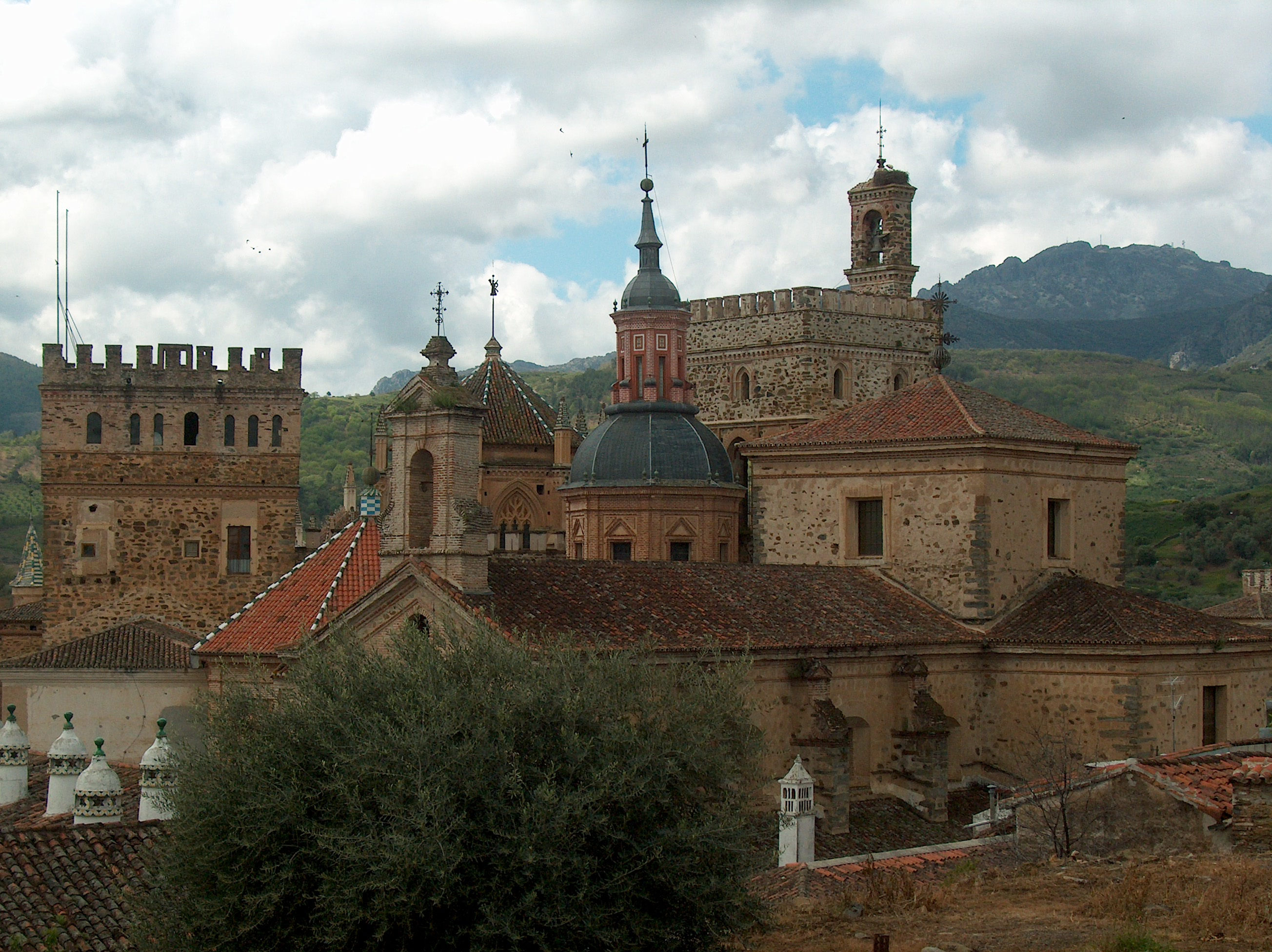
Sanktuarium Matki Bożej z Guadelupe